# رضا انزابی‌نژاد
رضا انزابی‌نژاد (زادهٔ ۱۰ بهمن ۱۳۱۵، تبریز - درگذشتهٔ ۴ اسفند ۱۳۹۱، مشهد) استاد دانشگاه، پژوهشگر ادبی، مؤلف و مصحح متون کهن بود.

## زندگی
رضا انزابی‌نژاد، استاد بازنشستهٔ زبان و ادبیات فارسی دانشگاه فردوسی مشهد است. از او ده‌ها عنوان کتاب و مقاله در زمینهٔ شرح و تصحیح و ترجمه و … به یادگار مانده‌است.
انزابی‌نژاد به مدّت هفت‌سال سردبیر مجلهٔ دانشکدهٔ ادبیات و علوم انسانی دانشگاه فردوسی مشهد بود. او همچنین یکی از اعضای قطب علمی فردوسی‌شناسی بود.
کتاب «چون من در این دیار» (جشن‌نامهٔ استاد دکتر رضا انزابی‌نژاد) در سال ۱۳۸۹ به همّت تنی چند از استادان زبان و ادبیات فارسی دانشگاه فردوسی منتشر شده‌است.

## تحصیلات
در سال ۱۳۳۵ موفق به اخذ دیپلم ادبی در زادگاهش گردید. دوران تحصیل خود را تا مقطع کارشناسی ارشد در تبریز سپری کرد و در سال ۱۳۳۸ از دانشسرای تبریز فارغ‌التحصیل شد.
در سال ۱۳۴۷ در دانشگاه سوربن فرانسه برای تحصیل در مقطع دکتری رشته زبان و ادبیات عربی پذیرفته شد اما آن را ناتمام، رها کرد.
سرانجام در سال ۱۳۵۱ برای تحصیل در مقطع دکتری دانشگاه تهران پذیرفته شد و همچنین تدریس خود را در دانشگاه تبریز آغاز کرد. وی هفده سال عضو گروه دانشگاه تبریز بود و سرانجام در سال ۱۳۶۶ به مشهد رفته و عضو هیئت علمی دانشگاه فردوسی شد و تا پایان فعالیت علمی خود در آنجا ماند.

## آثار
- تصحیح و شرح دستورالوزاره
- تصحیح و شرح مقامات حمیدی
- تصحیح و شرح منطق‌الطیر
- ترجمهٔ ثِمارالقلوب فی المضافِ و المنسوب
- تألیف فرهنگ لغات عامیانه، با همکاری منصور ثروت[۷]

## سال‌شمار زندگی دکتر رضا انزابی‌نژاد
- ۱۳۱۵: (دهم بهمن) تولّد در تبریز
- ۱۳۲۱–۲۸: تحصیل در دبستان همام تبریزی
- ۱۳۲۸–۳۵: تحصیل در دبیرستان منصور تبریز
- ۱۳۳۵: اخذ دیپلم ادبی
- ۱۳۳۵–۳۸: تحصیل در دانشسرای عالی تبریز
- ۱۳۳۸: اخذ مدرک لیسانس و استخدام در وزارت فرهنگ
- ۱۳۳۸–۴۳: تدریس در شهر گناباد
- ۱۳۴۳: مهاجرت به نیشابور
- ۱۳۴۳–۴۹: تدریس در شهر نیشابور
- ۱۳۴۵: (تیرماه) ازدواج با خانم وجیهه برنجی
- ۱۳۴۶: تولّد نخستین فرزند (زیبا)
- ۱۳۴۸: سفر به فرانسه و ورود به مقطع دکتری رشتهٔ زبان و ادبیات عرب در دانشگاه سوربون
- ۱۳۴۹: بازگشت به ایران و ورود به دورهٔ فوق‌لیسانس رشتهٔ ادبیات فارسی در دانشگاه تبریز
- ۱۳۵۰: تولّد دومین فرزند (نیما)
- ۱۳۵۱: اتمام دورهٔ فوق‌لیسانس و ورود به دورهٔ دکتری دانشگاه تهران
- ۱۳۵۱–۵۶: تحصیل در دورهٔ دکتری دانشگاه تهران
- ۱۳۵۲: انتقال از آموزش و پرورش به دانشگاه تبریز به عنوان مربی گروه زبان و ادبیات فارسی
- ۱۳۵۵: تولّد سومین فرزند (نازلی)
- ۱۳۵۶: اخذ مدرک دکتری زبان و ادبیات فارسی
- ۱۳۶۴–۶۶: عضویت در کمیتهٔ برنامه‌ریزی زبان و ادبیات فارسی شورای عالی برنامه‌ریزی وزارت فرهنگ و آموزش عالی
- ۱۳۶۶: (خردادماه) ارتقا به مرتبهٔ دانشیاری زبان و ادبیات فارسی
- ۱۳۶۷: انتقال به دانشگاه فردوسی
- ۱۳۶۸–۷۳: نمایندهٔ دانشکدهٔ ادبیات در شورای انتشارات دانشگاه فردوسی
- ۱۳۷۱: اعزام به دانشگاه مختوم‌قلی (ترکمنستان) برای تدریس زبان فارسی
- ۱۳۷۲–۷۳: تدریس زبان و ادبیات فارسی در کیف (اوکراین) و سفر به مسکو
- ۱۳۷۳: (اسفندماه) ارتقا به مرتبهٔ استادی زبان و ادبیات فارسی
- ۱۳۷۳–۷۶: سردبیری مجلهٔ دانشکدهٔ ادبیات و علوم انسانی دانشگاه فردوسی
- ۱۳۷۳: احراز رتبهٔ نخست مجلهٔ دانشکدهٔ ادبیات و علوم انسانی دانشگاه فردوسی در میان نشریات دانشگاهی به سردبیری دکتر انزابی‌نژاد از سوی فرهنگستان زبان و ادبیات فارسی
- ۱۳۷۶: (اردیبهشت) بازنشستگی از دانشگاه فردوسی
- ۱۳۷۶: دریافت جایزهٔ جشنوارهٔ فردوسی برای ترجمهٔ کتاب الرائد
- ۱۳۷۶: (دی‌ماه) لغو بازنشستگی از سوی وزارت علوم
- ۱۳۷۹–۸۳: سردبیری مجلهٔ دانشکدهٔ ادبیات و علوم انسانی دانشگاه فردوسی برای بار دوم
- ۱۳۸۲: (فروردین‌ماه) بازنشستگی از دانشگاه فردوسی مشهد
- ۱۳۸۳: دریافت لوح تقدیر از سوی کتابخانه، موزه و مرکز اسناد مجلس شورای اسلامی و حامیان نسخ خطی به مناسبت احراز رتبهٔ برگزیده برای مجلهٔ دانشکدهٔ ادبیات و علوم انسانی دانشگاه فردوسی مشهد
- ۱۳۸۴–۸۸: عضویت در قطب علمی فردوسی‌شناسی و ادبیات خراسان دانشگاه فردوسی[۸]